# Mount Ethelred
Mount Ethelred ist ein 2470 m hoher und größtenteils vereister Berg auf der westantarktischen Alexander-I.-Insel. In der Douglas Range ragt er 5 km südöstlich des Mount Ethelwulf auf.
Erstmals gesichtet wurde der Berg vermutlich beim Transantarktisflug des US-amerikanischen Polarforschers Lincoln Ellsworth am 23. November 1935. Die Ostflanke wurde 1936 grob durch Teilnehmer der British Graham Land Expedition (1934–1937) vermessen. Der Falkland Islands Dependencies Survey nahm 1948 eine erneute Vermessung vor. Der britische Geograph Derek Searle kartierte 1960 die Westflanke des Berges anhand von Luftaufnahmen, die bei der Ronne Antarctic Research Expedition (1947–1948) entstanden. Benannt ist der Berg nach Æthelred I. (837–871), König von Wessex von 865 bis 871.